# Port rzeczny w Poznaniu

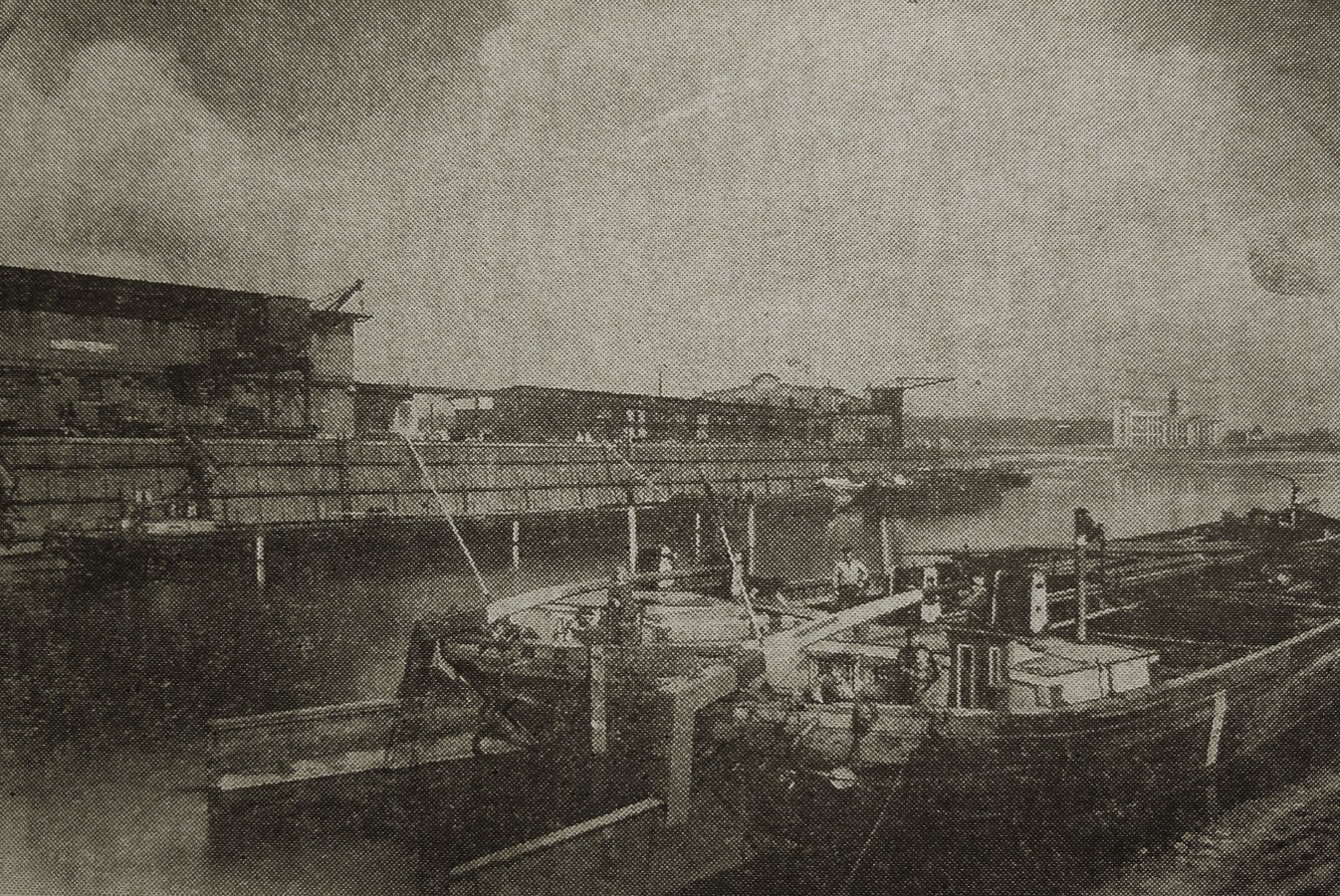
Port około 1929

Port rzeczny w Poznaniu – port rzeczny na Warcie zlokalizowany w Poznaniu.

## Historia
Port powstał z inicjatywy władz miasta w latach 1896–1902 na Warcie. Wcześniej w mieście działało kilka nabrzeży przeładunkowych (również m.in. targ solny i chwaliszewski targ rybny), a port powstał w miejscu jednego z nich – bulwaru Kleemana. Ulokowany był on na ulicy Szyperskiej, w pobliżu mostu Chwaliszewskiego. Łącznie teren zakupiony przez miasto miał powierzchnię 57 000 m².
Wybudowane nabrzeże miało 8,5 m wysokości, 704 m długości i ciągnęło się od dawnego bulwaru Kleemana do mostu kolejowego koło Tamy Garbarskiej. Opierało się na wbitych na 5 metrów w dno rzeki żelaznych słupach. Koryto rzeki pogłębiono. Na nabrzeżu funkcjonowało 5 dźwigów portowych o ładowności 1,5 t, 2 żurawie bramowe o ładowności 2 t oraz dziewięć koryt do przesypu węgla z wagonów na barki. Port miał również połączenie kolejowe z dworcem Tama Garbarska. Bocznica portowa posiadała 17 torów i 43 rozjazdy. Jednocześnie przy nabrzeżach mogły zacumować w podwójnym rzędzie 42 barki o ładowności 400 ton lub 36 barek o ładowności 600 ton.
Oficjalne otwarcie portu miało miejsce 1 października 1902 roku pod nazwą Przeładownia Miejska. W roku 1913 przeładowano w nim 220 tys. ton towarów (głównie zboże, mąki, cukier, płody rolne, spirytus, cegłę, piasek, cement, pasze, nawozy i wyroby metalowe). Transportowano towary do Szczecina, Hamburga, Frankfurtu nad Odrą, Kostrzyna, Berlina i Gorzowa.
Po przyłączeniu Poznania do Polski w 1919 port podupadł, by znów ożyć po podpisaniu umów celnych z Niemcami w 1923. Rok później powołano Żeglugę Wielkopolską. W 1926 przeładowano 120 tys. ton towarów, a w latach 1926–1932 przetransportowano przez Poznań łącznie 300 tys. ton węgla. Najbardziej dochodowe lata w całej historii portu to okres 1926–1932 (najlepszym sezonem był 1929/1930 – zacumowano wtedy 724 statki i przeładowano 15 918 wagonów).
Podczas bitwy o Poznań w 1945 port został zniszczony w 95% i nigdy nie został w pełni odbudowany. W sierpniu 1945 posiadał sześć statków z napędem własnym o łącznej sile maszyn 1200 HP i łącznym tonażu 1600 ton, 14 barek o łącznym tonażu 3700 ton oraz statek wycieczkowy kursujący do Puszczykowa.
W okresie 20 lipca 1981 – 15 czerwca 1983 odbył się generalny remont nabrzeża portowego.

## Palarnia kawy
Integralną częścią zabudowań portowych była palarnia kawy. W 1950 w obumierającym transportowo porcie wybudowano podłużny, ceglany, piętrowy budynek magazynowy dla Państwowej Centrali Handlowej. Na całej swej długości miał rampę załadunkową. Architektonicznie wzbogacono go półkolistymi szczytami. W latach 60. XX wieku obiekty przejęte zostały na paczkarnię przez Związek Spółdzielni Spożywców "Społem" z Warszawy. Do 1977 była tam paczkowana kawa dla gdyńskiego Przedsiębiorstwa Obrotu Spożywczymi Towarami Importowanymi (część "Społem"). W 1977 został tu uruchomiony społemowski Zakład Palenia i Paczkowania Kawy. W 1992 usamodzielnił się i funkcjonował pod nazwą POSTI, a w 1994 stał się spółką pracowniczą pod nazwą "Astra". W 2018 zakład przeniesiono do Starczanowa.